# Stefanie Hertelová
Stefanie Anke Hertelová (nepřechýleně Hertel; * 25. července 1979, Olešnice nad Halštrovem) je německá zpěvačka populárních a lidových písní a televizní moderátoka. Stala se známá s titulem Über alles Bacherl geht Brückerl poté, co vyhrála Velkou cenu lidové hudby v roce 1992.

## Kariéra
Stefanie Hertel vyrostla se třemi staršími sourozenci v Olešnici nad Halštrovem ve Fojtsku (německy Vogtland). Poprvé veřejně vystoupila se svým otcem Eberhardem Hertelem ve Falkensteinu ve věku čtyř let. V šesti letech měla své první televizní vystoupení Teddybärjodler v programu Oberhofer Bauernmarkt ve východoněmecké televizi. Po svém vystoupení s Carolin Reiberovou v show Volkstümliche Hitparade v roce 1990, podepsala smlouvu s mediálním manažerem Hansem R. Beierleiem. První setkání Stefanie se Stefanem Mrossem, který měl také uzavřenu smlouvu s Beierleinem, se uskutečnílo v úvodním kole Velké ceny lidové hudby (Grand Prix der Volksmusik) v Hofu. Mnoho jejích textů tehdy napsala Irma Holder.
Ve Velké ceně lidové hudby v roce 1991 obsadila s titulem So a Stückerl heile Welt páté místo. Průlom v její hudební kariéře nastal v následujícím roce, kdy v roce 1992 vyhrála Velkou cenu lidové hudby s písní Über alles Bacherl geht a Brückerl. V září 1992 získala cenu RTL „Korunu lidové hudby“ (Krone der Volksmusik), jako „nejúspěšnější mladá zpěvačka“ (Erfolgreichste Nachwuchssängerin).
V roce 1994 nahráli Hertel a Mross své první vánoční album Weihnachten mit Dir. V roce 1995 se potřetí s Mrossem zúčastnila Grand Prix lidové hudby a s písní Ein Lied für jeden Sonnenstrahl se umístili na druhém místě. Od té doby často vystupovali společně, ale nadále pokračovali i jako sólisté.
V roce 1996 s otcem vydali společný singl Kleine Fische werden groß, s coververzí písně Als je weggaat od Vadera Abrahamse, v níž zpívá o rané lásce své dcery a jejím obávaném odchodu z domu rodičů. V roce 1997 věnovala ARD Stefanii k jejím 18. narozeninám televizní speciál vysílaném z Europaparku Rust s názvem Lieder zum Verlieben.